# Hérimoncourt
Hérimoncourt è un comune francese di 3 917 abitanti situato nel dipartimento del Doubs nella regione della Borgogna-Franca Contea.

## Società

### Evoluzione demografica
Abitanti censiti